# Das rollende Hotel
Das rollende Hotel ist der Titel eines stummen Detektivdramas, das Harry Piel 1918 für die May-Film GmbH des Produzenten Joe May in Berlin realisierte. Das Drehbuch nach einer Idee von Eric Kay schrieb er zusammen mit Richard Hutter. Als Detektiv war Heinrich Schroth zu sehen. An seiner Seite spielten Käthe Haack und Wilhelm Diegelmann.

## Handlung
Meisterdetektiv Joe Deebs hilft einem Freund, dessen Verlobte vor dem Vormund zu verstecken, der sie gerne mit einem Anderen vermählen möchte. Eine wilde Verfolgungsjagd zu Lande und zu Wasser führt bis auf die Zugspitze.

## Produktionsnotizen
Die Außenaufnahmen zu der Produktion der May-Film, die von Max Lutze photographiert wurde, fanden in und um Berlin, an der Ostsee, im Harz und in den bayrischen Alpen auf der Zugspitze statt.
Die Innenaufnahmen wurden im Studio der UFA-Union in Berlin-Tempelhof gedreht.
“Das rollende Hotel” war der 1. Film der Joe Deebs-Detektivserie 1918/19. Er wurde durch die UFA verliehen.
Der Film lag der Zensurbehörde im August 1918 zur Prüfung vor. Die Polizei Berlin verhängte über ihn unter der Nr. 42252 ein Jugendverbot. Die Erstaufführung fand am 27. September 1918 im U.T. Friedrichstraße in Berlin statt. Ab dem 4. Februar 1919 lief er als Det rullende Hotel auch in Dänemark. In Ungarn hieß er A guruló szálloda.
Der Film ist erwähnt in:
- Erste Internationale Kinematographenzeitschrift No. 33, 1918
- Kino-Briefe No. 2, 1919

und ist registriert bei
- Birett, Verzeichnis in Deutschland gelaufener Filme, (München) No. 263, 1918; (München) No. 439, 1918 und (München) No. 268, 1919
- Lamprecht Vol. 18 No. 301

## Überlieferung und Wiederaufführung
Von „Das rollende Hotel“ sind im Bundesarchiv/Filmarchiv unter der Signatur K 246886-4 noch 1105 Meter vorhanden.
“Das rollende Hotel” lief am Dienstag, den 20. November 2018 um 17 Uhr beim CineFest in Hamburg im Kommunalen Kino „Metropolis“ mit Klavierbegleitung durch Marie-Luise Bolte.